# Schœnenbourg
Schœnenbourg (deutsch Schönenburg) ist eine Gemeinde mit 703 Einwohnern (Stand 1. Januar 2021) im Département Bas-Rhin in der Europäischen Gebietskörperschaft Elsass und in der Region Grand Est in Frankreich. Sie liegt im Biosphärenreservat Pfälzerwald-Vosges du Nord.

## Geschichte
Von 1871 bis zum Ende des Ersten Weltkrieges gehörte Schönenburg als Teil des Reichslandes Elsaß-Lothringen zum Deutschen Reich und war dem Kreis Weißenburg im Bezirk Unterelsaß zugeordnet.

### Bevölkerungsentwicklung
| 1910  | 1962 | 1968 | 1975 | 1982 | 1990 | 1999 | 2007 | 2017 |
| ----- | ---- | ---- | ---- | ---- | ---- | ---- | ---- | ---- |
| [ 1 ] | 588  | 619  | 601  | 633  | 673  | 662  | 672  | 688  |

## Historische Bauwerke

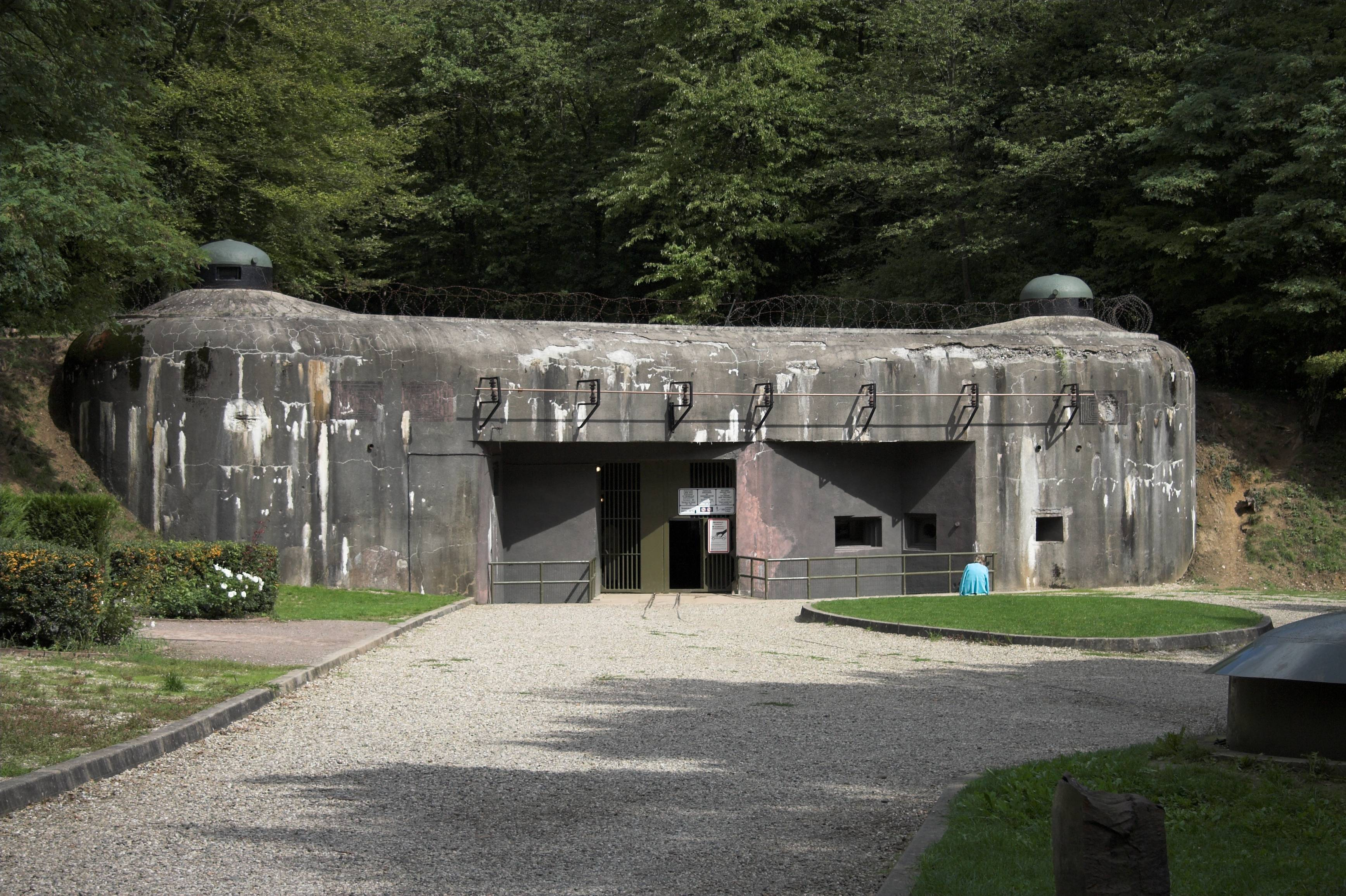
Fort de Schoenenbourg

- Fort de Schoenenbourg auf einer Gesamtfläche von 231.000 Quadratmetern an den Gemeindegrenzen zu Hunspach und Ingolsheim